# All Girls Are the Same
All Girls Are the Same è un singolo del rapper statunitense Juice Wrld, pubblicato il 13 aprile 2018 come primo estratto dal suo primo album in studio Goodbye & Good Riddance.

## Descrizione
La traccia si concentra su come le donne nelle passate relazioni di Juice Wrld gli abbiano spezzato il cuore mentendogli e come lui beva superalcolici per far fronte alla sua tristezza.

## Video musicale
Il video musicale, diretto da Cole Bennett, è stato pubblicato il 26 febbraio 2018 sul canale YouTube di Lyrical Lemonade.

## Remix
Il remix del brano presenta il featuring del rapper statunitense Lil Yachty, che ha mostrato per la prima volta in anteprima la collaborazione su Instagram alla fine di marzo 2018. Juice Wrld ha pubblicato un altro snippet su Instagram il 6 maggio. Il 25 giugno 2018, quando Lil Yachty ha caricato il brano su SoundCloud, è stato immediatamente eliminato a causa di problemi di copyright. Tuttavia, i fan sono riusciti a scaricare il brano prima della sua rimozione e da allora è stato disponibile su YouTube.

## Classifiche

### Classifiche settimanali
| Classifica (2018-2021) | Posizione massima |
| ---------------------- | ----------------- |
| Australia              | 98                |
| Canada                 | 54                |
| Grecia                 | 69                |
| Portogallo             | 39                |
| Regno Unito            | 53                |
| Stati Uniti            | 41                |
| Svezia                 | 3                 |